# شن‌کاو
شن‌کاو (نام علمی: Cylindrachetidae) نام یک تیره از زیرراسته ملخ است.